# 小港 (卡普里岛)

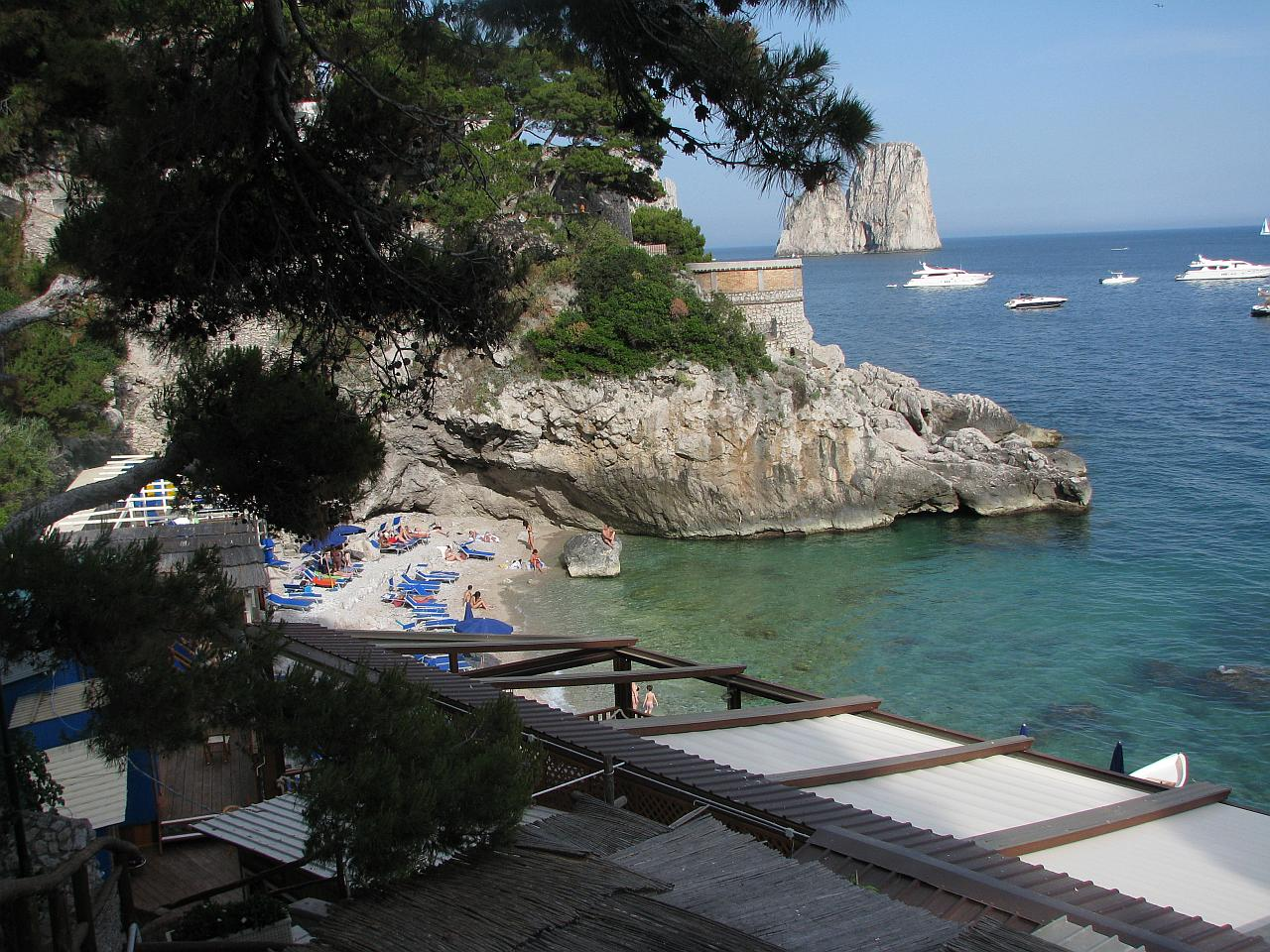
小港

小港（Marina Piccola，又名Marina di Mulo） 位于卡普里岛南侧，附近东南海中有卡普里奇岩。克虏伯路是一条历史悠久的盘山小道，从小港通往圣雅各伯修道院和奥古斯都花园地区 。小港早在奥古斯都和提贝里乌斯已经使用，早于大港。